# 電気・ディーゼル両用車両

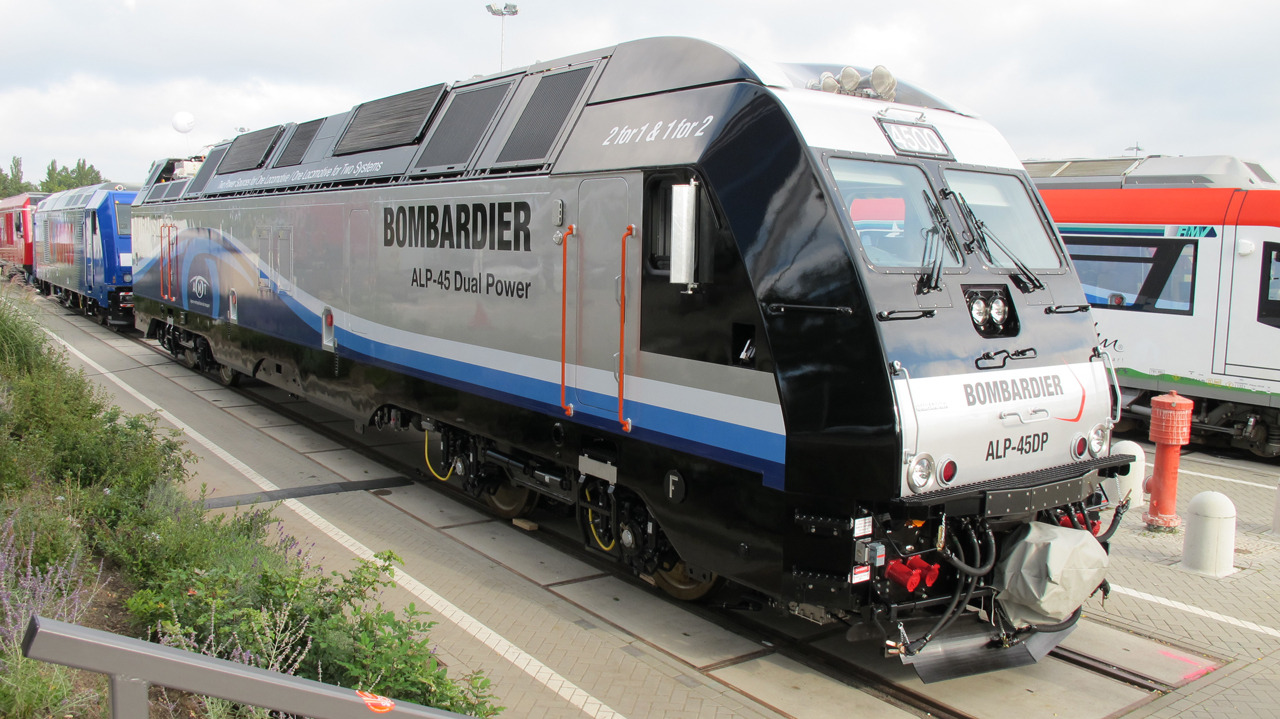
ALP-45DP

電気・ディーゼル両用車両（でんき・ディーゼルりょうようしゃりょう）は、電気とディーゼルの動力源を、走行する区間の電化状況や用途に応じて切替可能な鉄道車両である。バイモード車両とも呼ばれる。電化区間では架線・第三軌条より集電する電気機関車や電車、非電化区間ではエンジンを動力源とするディーゼル機関車や気動車として走行可能な機能を有する。
ディーゼルエンジンで発電機を駆動する電気式のディーゼル機関車・気動車とは異なる概念であるが、構造上優位であることから電気・ディーゼル両用車両のディーゼルモードは通常電気式である。

## 導入事例

### アメリカ合衆国

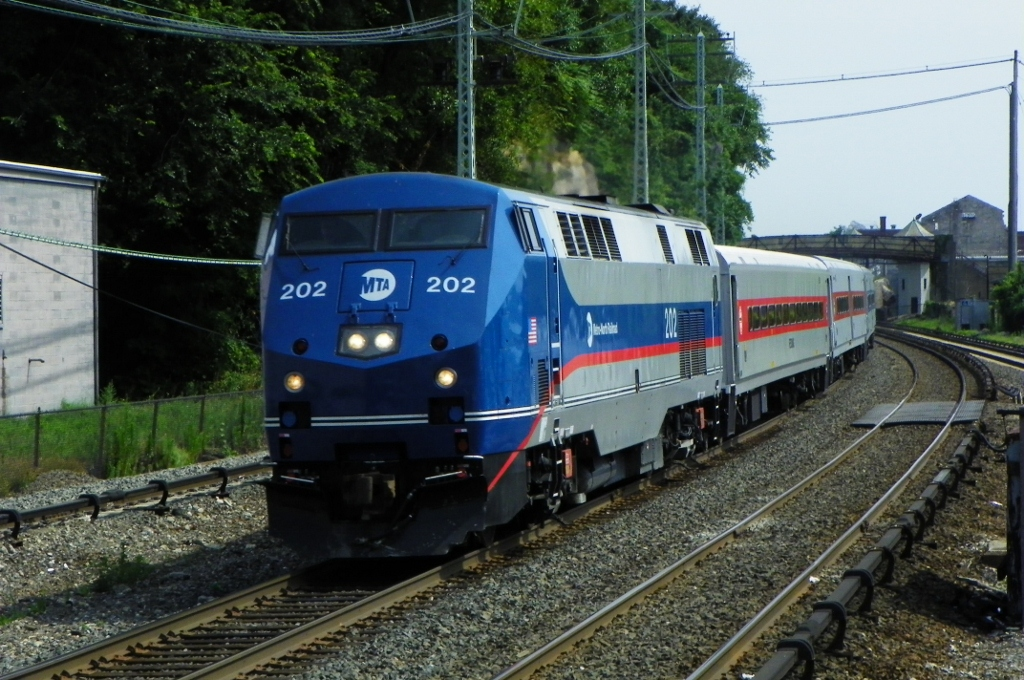
メトロノース鉄道 P32AC-DM

ニューヨーク中心部の地下駅にはディーゼル車の入線が制限されるため、非電化区間からの直通列車には地下区間で電気機関車として走行可能な車両が使用される。
FL9
ニューヘイブン鉄道が導入、後にメトロノース鉄道へ継承。通常はディーゼル機関車で、グランド・セントラル駅への乗り入れ時に第三軌条より集電する。
P32AC-DM
メトロノース鉄道が導入。通常はディーゼル機関車で、グランド・セントラル駅への乗り入れ時に第三軌条より集電する。
ALP-45DP
ニュージャージー・トランジットが導入。ニューヨークのペンシルベニア駅へ乗り入れ、北ジャージー海岸線の非電化区間へ直通する。通常は電気機関車で、架空電車線方式に対応。

### イギリス

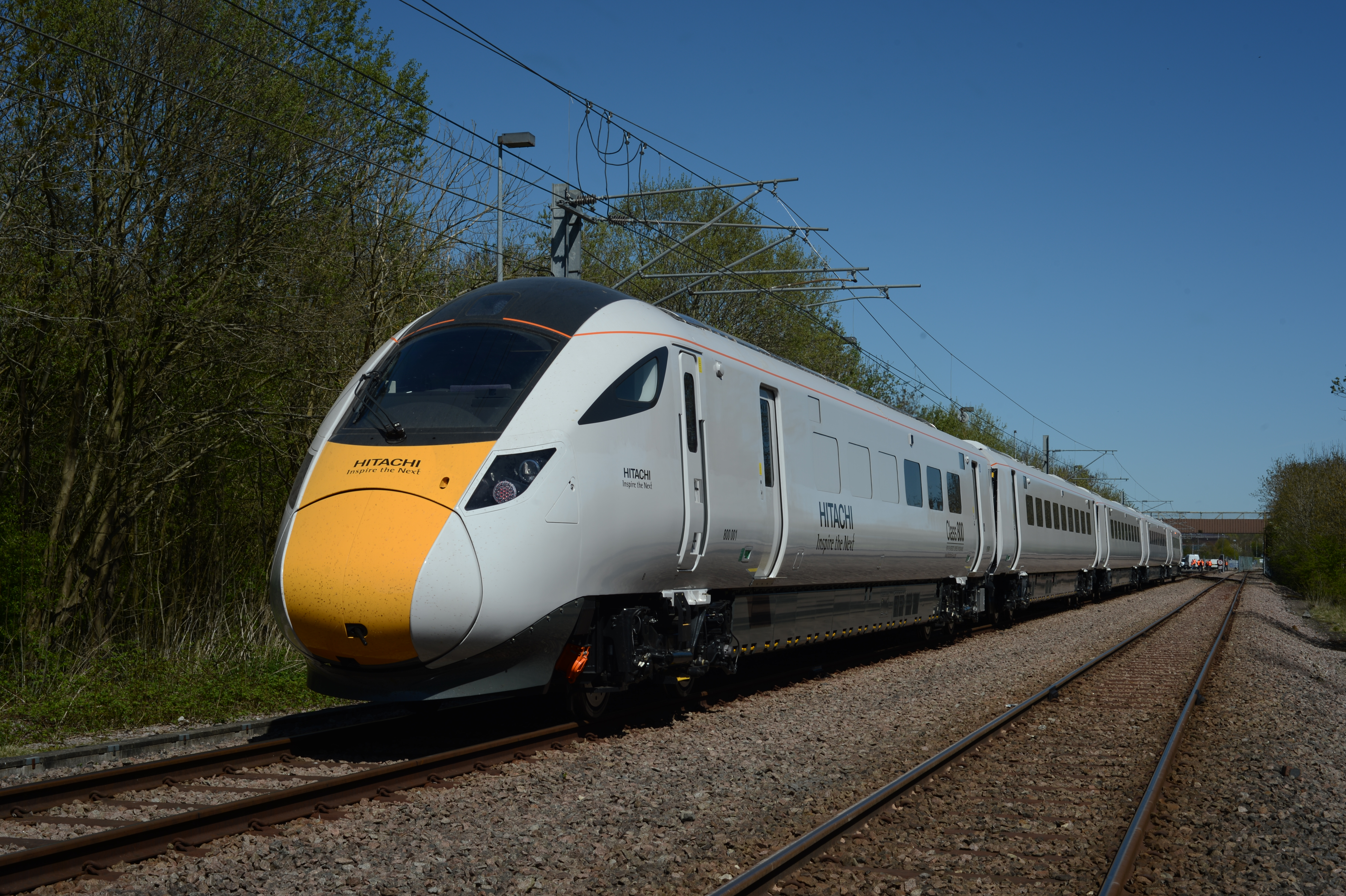
イギリス鉄道 800形（クラス800）

73形
イギリス国鉄が導入。第三軌条の電化路線を主体に、短距離の非電化区間の走行に対応する。1962年より導入。
74形
1967年～1968に71形から10台が改造。新規に搭載したパックスマン・6YJXL機関の信頼性が低く、第三軌条電化路線における交通量も減少したことで1976～77年にかけて撤退した。
88形
ダイレクト・レール・サービスが導入。交流25000Vの架空電車線方式に対応、無架線地帯での入換を想定した小型ディーゼルエンジンを搭載する。2017年より運行。
800形
都市間高速鉄道計画の一環で導入。電車としての使用が基本で、非電化区間直通用にエンジンと発電機を搭載する。2017年より運行、製造は日立製作所。
802形
800形の一部設計変更車。2018年より運行。
810形
802形の一部設計変更車。2022年より運行開始予定。

### スイス
Gem4/4形
レーティッシュ鉄道が導入。スイスはほぼ全線電化済みだが路線によって交流・直流の違いや交流同士でも周波数が異なるので、そうした電化方式が異なる区間での走行時にパンタグラフを下ろしてディーゼル機関車として走行する。
具体例としてベルニナ急行はティラーノ駅（Tirano）からポントレジーナ駅（Pontresina）は直流1000V、ポントレジーナ以後は交流162/3Hz11000Vになるため、ポントレジーナのすぐ先（5.9km）のサメダン（Samedan）止まりの列車は交直両用機ではなくこのGem4/4形が牽引し、ティラーノ～ポントレジーナの直流区間はパンタグラフで集電。ポントレジーナ～サメダンの交流区間はパンタを下げ、ディーゼル機関で発電走行するという運用だった。のちにポントレジーナ駅が改良され、本線用交流機でも同駅までは直通列車を担当することが可能となった。
これ以外にも除雪時など用途に応じてディーゼルで走行することもある。

### ドイツ
TRAXX AC3 LM
ボンバルディア（現・アルストム）製。LMは「ラストマイル」（Last Mile）の略。通常は電気機関車で、到着後の無架線地帯の入換作業向けに小型エンジンを搭載する。
コンビーノ・デュオ
シーメンス製。ノルトハウゼン市電と、非電化のハルツ狭軌鉄道の直通用に開発された。

### 日本

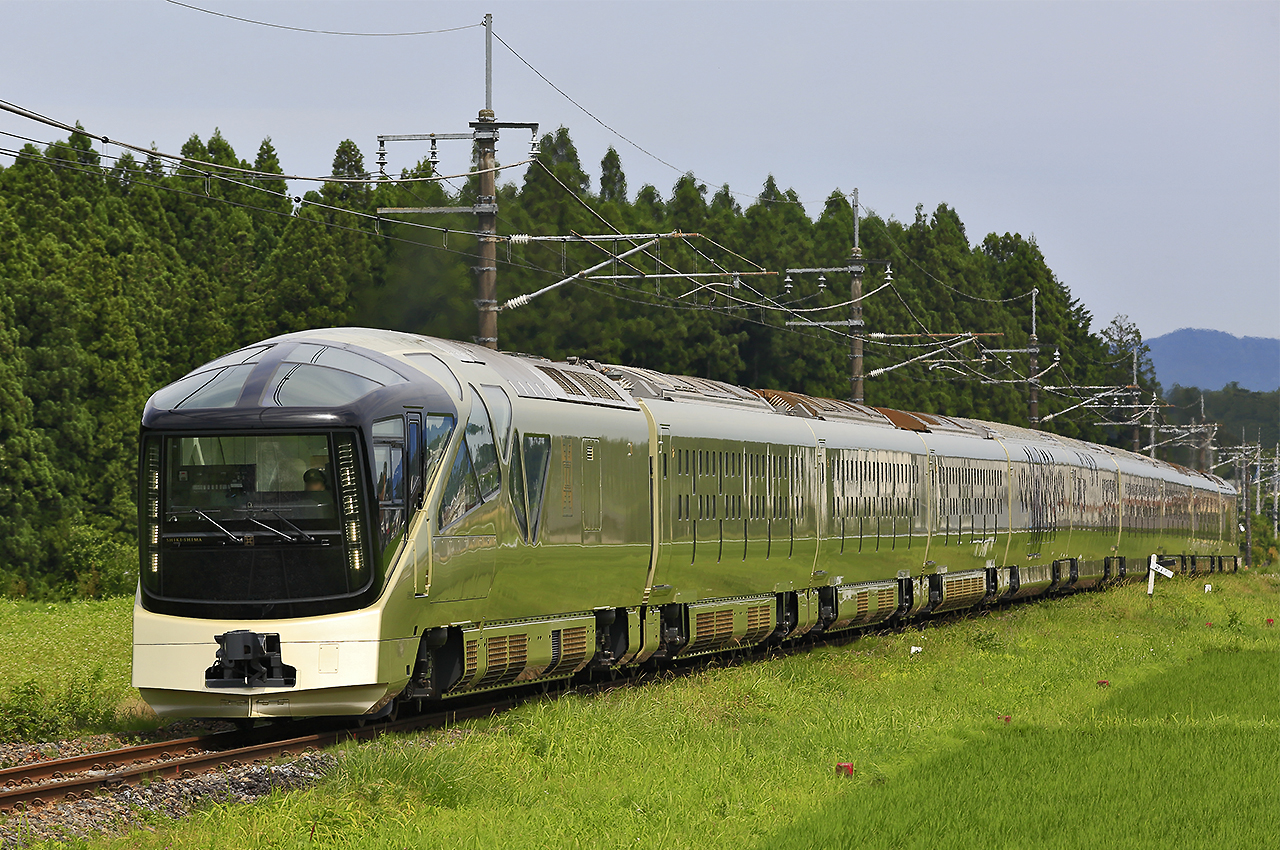
JR東日本 E001形「TRAIN SUITE 四季島」

E001形
東日本旅客鉄道（JR東日本）が導入。管内各線を周遊するクルーズトレイン「TRAIN SUITE 四季島」に使用される。

### フランス

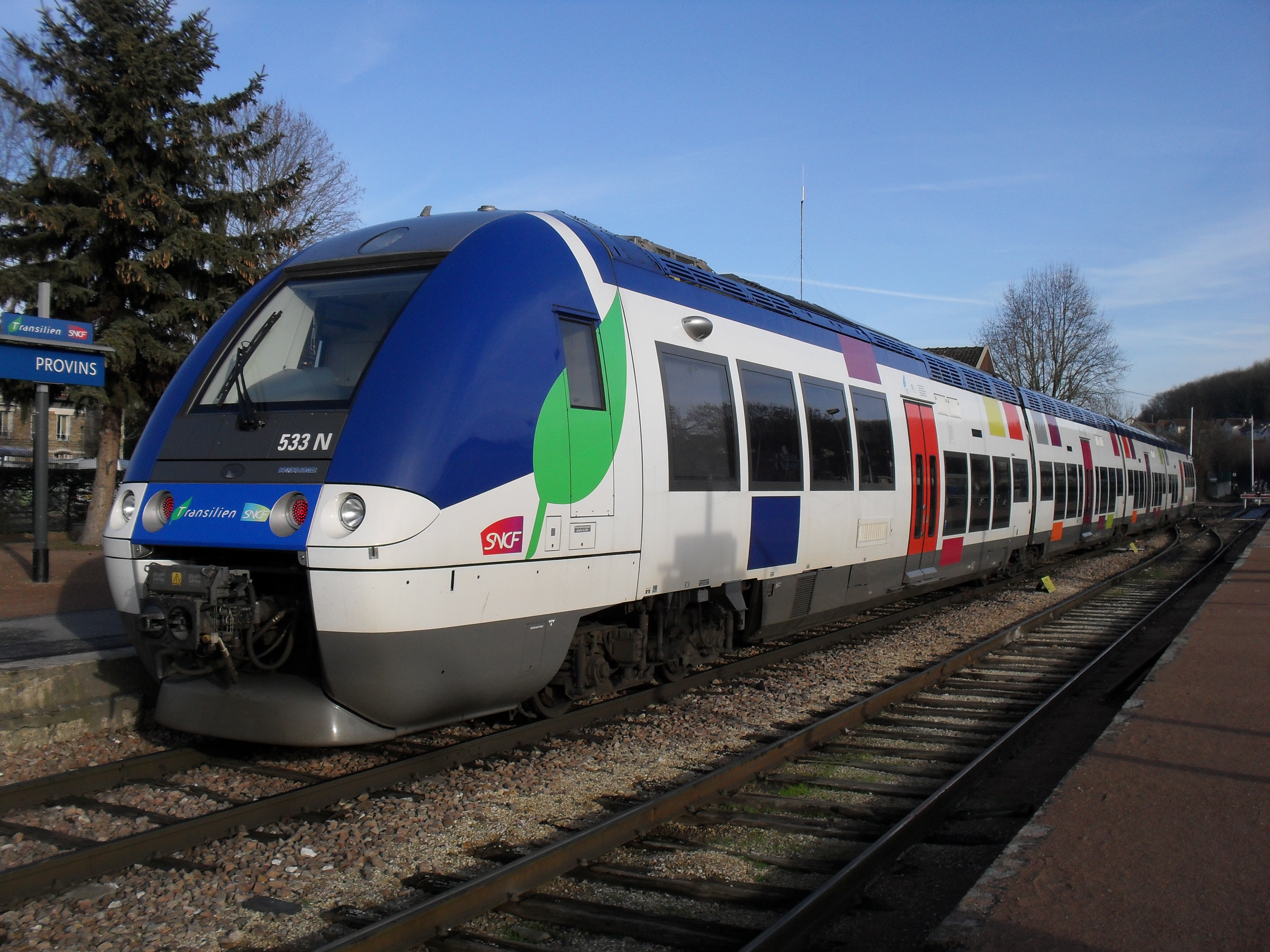
フランス国鉄 B82500形

フランス国鉄では、客車列車の置き換えで電化区間と非電化区間を直通可能なバイモード電車が導入されている。
B81500形
ボンバルディア（現・アルストム）製。通常は電車で直流1500Vに対応。
B82500形
ボンバルディア（現・アルストム）製。通常は電車で直流1500Vと交流15000Vに対応。
レジョリス
アルストム製。通常は電車として使用。